# Григорево (Старицкий район)
Григо́рево — деревня в	Ново-Ямском сельском поселении Старицкого района Тверской области, в 4 км от села Родня, в 24 км от города Старицы, располагается на высоком правом берегу реки Волга. С юга от селения текут 2 ручья. Почва вокруг деревни — песок, подпочва — глина, есть камни на поверхности полей.

## История
В 1859 г. Григорево — казённая деревня, входившая в состав Роднинской волости Зубцовского уезда. В селении было 33 хозяйства, проживали 204 человека (93 мужчины и 111 женщин).
Данные за 1886 год: рядом с селением находилась пустошь Жижина. В деревне было 7 колодцев и 2 пруда. Недалеко было 3 болота.
Вся надельная крестьянская земля находилась в трёх полях. все они были гористые, скатами к р. Волге. Землю обрабатывали железными боронами, был один плуг. Молотьба ржи производилась по способу «стебания» снопов. Яровые молотили лошадьми и телегами. Капусту не сажали, «так как вообще не родится, её покупают в Старице по 3 рубля».
Всем обществом арендовали 4 участка: первый участок у крестьян с. Дегунина — 12 десятин за 22 руб. 70 коп. под пастбища, на срок «после уборки льна и до первого снега»; второй — у крестьян д. Фомино-Городище — 25 десятин за 45 руб. под пастбище, скот пасли только осенью; третий — у священника с. Дегунина — 50 десятин под пастбище за отработки: сжать 10 десятин ржи и дать 38 подвод для вывозки 76 возов дров из леса, скот по этому участку пасут после уборки хлебов; четвёртый — у владельца за 3 версты — 25 десятин на 3 года, под покос за 110 руб. в год. Плату за все аренды распределяли по числу надельных душ. Скот с начала весны и до осени пасли по своим угодьям, а затем его гоняли по арендованной земле. Нанимали одного пастуха и 3 подпасков из своего общества за 110 руб. и мирское содержание. В деревне была мелочная лавка.
Зимой многие мужчины подрабатывали конопатчиками. Вот как об этом написано в Зубцовском сборнике статистических сведений за 1888 г.: «Уходят в Кронштадт, где работают на казённых кораблях. Подённая плата 90 коп. — 1 руб. Харчи и квартира свои. Её нанимают артелью человек 6. Платят 1 руб. 75 коп. с человека; стряпает хозяйка. Работают 5,5 месяцев с 1 апреля до сентября; в месяц получают 22-24 руб. Нанимаются также в Петербург, к подрядчику, помесячно за 10-18 руб. на хозяйских харчах; на готовом содержании получают 45-100 руб.»
Для отопления избы и овина крестьяне покупали дрова в д. Слобода Зубцовского уезда на 5 руб. в год на домовладельца. Дети учились в Роднинской школе грамотности.
Данные за 1888 год: в деревне — 51 хозяйство, 254 человека (114 мужчин и 140 женщин).
По переписи 1926 г. д. Григорево водила в состав Старицкой волости Роднинского сельского совета. В селении было 53 крестьянских хозяйства, проживали 228 человек (105 мужчин и 123 женщины), кроме того на стороне проживали 39 человек (18 мужчин и 21 женщина). Деревня была землеустроена в 1924 г., за ней было закреплено 480 десятин земли, в том числе: пашни 210 десятин, леса 63 десятины, сенокоса 68 десятин, прочих угодий 139 десятин. Вся пахотная земля делилась на 11 полей. В деревне была 1 льномялка.
В марте 1931 г. в д. Григорево на сельском сходе был создан колхоз «Победа».
По всесоюзной переписи 1936 г. в д. Григорево проживали 196 человек, в колхозе «Победа» было 41 крестьянское хозяйство. В этом же году произошло объединение колхозов «Победа» и «Красный трудовик» (д. Рябцево) в колхоз «Победа» с хозяйственным центром при д. Григорево. Акт на вечное пользование землёй колхозу вручён в 1937 году. За ним было закреплено 1019,88 га всей земли, в том числе: 559,55 га пашни, 115,98 га пастбища, 150,78 га сенокоса, 72,04 га леса, 29,50 га кустарника, 47,29 га усадебной земли.
В 1939 г. в деревне проживали 154 человека. В селении было 44 жилые постройки.
Денежный доход колхоза «Победа» в 1940 г. составил 50000 руб.
Перед Великой Отечественной войной в колхозе «Победа» было сельскохозяйственных построек: 9 скотных хозяйств, 2 овчарни, 61 амбар и лабаз, 55 сараев, 17 овинов и риг; 5 навесов, 5 жилых деревянных зданий, 1 кузница. Сельскохозяйственных машин 39. Поголовья скота и птицы: 68 лошадей, 90 коров и нетелей, 137 овец, 75 птиц. Имелось также 18 ульев. Семенных и фуражных фондов было: 200 ц. ржи, 400 ц. овса, 100 ц. гречихи.
Ущерб нанесённый колхозу немецко-фашистскими захватчиками с 14 октября 1941 г. по 2 января 1942 г., составил: разрушено и повреждено построек, сооружений на 25750 руб.; погибло скота, птицы на 140825 руб.; запасов семян, кормов, продуктов и материалов на 6958 руб.; расходы на эвакуацию и возвращению на старое место составили 12500 руб.; недополучено доходов из-за прекращения или сокращения деятельности колхоза на 30000 руб. Общие убытки составили 496223 руб.
В 1950 г. селение Григорево входило в состав Роднинского сельского совета, в деревне проживал 141 человек, было 47 хозяйств. В этом же году произошло объединение колхозов «Искра» (с. Родня), «Победа» и «Ударник» (д. Ордино) в колхоз имени А. А. Андреева с хозяйственным центром при с. Родня.
В 1970 г. в деревне проживали 79 человек, было 30 хозяйств.
1 июня 1979 г. в д. Григорово был закрыт пункт кинопроката.
В 1989 г. селение Григорево по-прежнему входило в состав Роднинского сельского совета, в деревне было 25 хозяйств, проживали 50 человек.
На 1 января 2005 г. в д. Григорево: 16 хозяйств, 25 жителей.